# Felt Mountain
Felt Mountain är det första studioalbumet av den brittiska electronicaduon Goldfrapp, utgivet den 11 september 2000 på Mute Records. Det självproducerade albumet karaktäriseras av sångaren Alison Goldfrapps syntetiserade sång över filmatiska ljudlandskap  och präglas av en mängd olika musikstilar såsom 1960-talspop, kabaré, folkmusik och electronica.
Felt Mountain uppnådde plats 57 på den brittiska albumlistan och certifierades guld i oktober 2001. Överlag fick albumet ett positivt mottagande av musikkritiker, och det har beskrivits som "inställsam och förförisk men samtidigt elegant och graciös".  2001 nominerades albumet vid Mercury Music Prize, ett årligt musikpris som delas ut för bästa brittiska eller irländska album från föregående år.

## Inspelning och produktion
Goldfrapp skrev på kontrakt med det Londonbaserade skivbolaget Mute Records i augusti 1999. Paret började spela in sitt debutalbum under en sexmånadersperiod, med start i september 1999 i en hyrd villa i Wiltshirebygden. Inspelningsprocessen var tuff för Alison, som ofta fann sig ensam och störd av möss och insekter i byggnaden. Gregory beskrev inspelningarna som intensiva då han inte var van vid att komponera ihop med andra. Alison skrev texterna till låtarna medan musiken komponerades tillsammans. Texterna är abstrakta, tvångsmässiga sagor inspirerade av filmer, Alisons barndom och ensamheten hon kände under arbetets gång. Musikaliskt sett är albumet influerat av en mängd olika musikstilar, däribland 1960-talspop, kabaré, folkmusik och electronica.

## Mottagande
Felt Mountain möttes av övervägande positiv kritik. Allmusics recensent Heather Phares beskrev albumet som en "konstig och vacker blandning av det romantiska, kusliga och uttröttande" och kallade det "en av 2000-talets mest imponerande debuter". På den amerikanska webbtidningen Flak Magazine beskrev Eric Wittmershaus albumet som "en förtrollande, öppen debut" och räknade "Human" och "Deer Stop" till dess bästa låtar. I en recension för Pitchfork Media skrev Matt LeMay att albumet var "elegant och graciöst" men nämnde även att "låtarna skiljer sig inte alltför mycket från varandra".
I november 2009 rankade The Times albumet på plats 16 på deras lista över de 100 bästa popalbumen från 2000-talet.

## Låtar

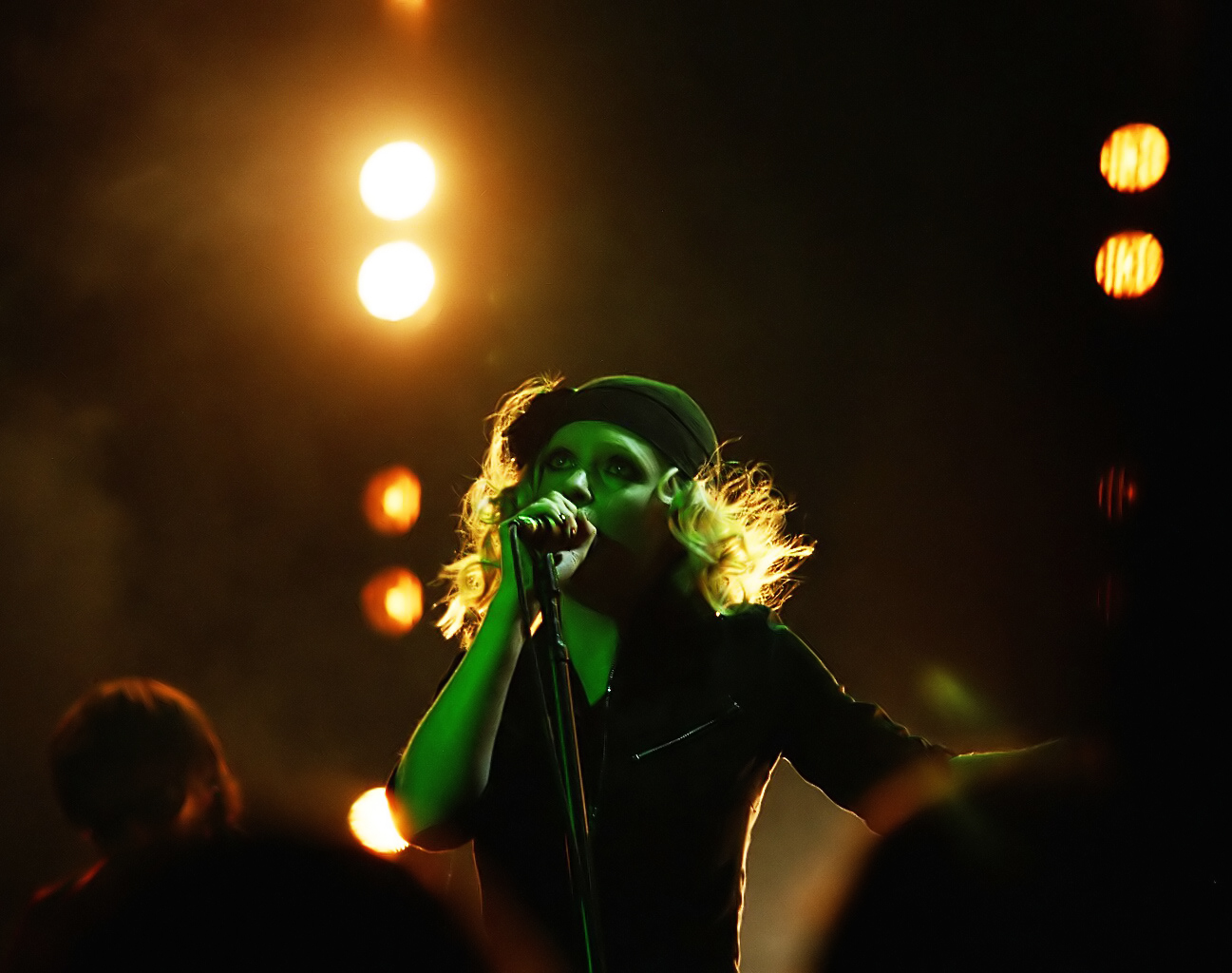
På Felt Mountain fungerade Alison Goldfrapp som primär textförfattare medan musiken komponerades ihop med Will Gregory.

"Lovely Head", Felt Mountain:s inledningsspår, präglas av ensamma visslingar och sång som har bearbetats till hög grad. Låten har beskrivits vara influerad av Shirley Bassey, och släpptes som albumets ledande singel. Nästa spår, "Paper Bag", handlar om att vara besatt av någon utan att kunna få personen. Den följs upp av den tredje singeln "Human", en låt med mamboartad takt. Den fjärde låten, "Pilots", som beskriver resenärer flytande i atmosfären ovanför Jorden, var inspirerad av John Barrys James Bond-musik. I Storbritannien släpptes en remix av låten på singel, vilken uppnådde plats 68 på den brittiska singellistan.
Balladen "Deer Stop" kretsar kring barnliknande sång och en sexuellt talande text. Titelspåret är influerat av Alisons "ide om en varg som blir piskad i det här lilla Tudorhuset ovanför ett snötäckt landskap". "Oompa Radar", det sjunde spåret, är inspirerat av Roman Polanskis film Djävulsk gisslan (Cul-de-Sac) från 1966. I den kabaréartade låten använder man sig av ett valthorn och ett gökur för att växla mellan tempona. "Utopia" släpptes som skivans andra singel. Albumet avslutas med "Horse Tears", en minimalistisk pianoballad med filtrerad sång.

## Låtlista
Alla låtar är skrivna och komponerade av Alison Goldfrapp och Will Gregory, där inget annat anges. 
| Nr | Titel                                              | Längd |
| -- | -------------------------------------------------- | ----- |
| 1. | Lovely Head                                        | 3:49  |
| 2. | Paper Bag                                          | 4:05  |
| 3. | Human (Tim Norfolk, Bob Locke, Goldfrapp, Gregory) | 4:36  |
| 4. | Pilots                                             | 4:29  |
| 5. | Deer Stop                                          | 4:06  |
| 6. | Felt Mountain                                      | 4:17  |
| 7. | Oompa Radar                                        | 4:42  |
| 8. | Utopia                                             | 4:18  |
| 9. | Horse Tears                                        | 5:10  |

| 1. | Pilots (On a Star)                                   | 3:57 |
| 2. | U.K. Girls (Physical) (Steve Kipner, Terry Shaddick) | 4:52 |
| 3. | Lovely Head (Miss World Mix)                         | 3:51 |
| 4. | Utopia (New Ears Mix)                                | 3:10 |
| 5. | Human (Calexico Vocal)                               | 4:50 |
| 6. | Human (Massey's Cro-Magnon Mix)                      | 5:56 |
| 7. | Utopia (Tom Middleton's Cosmos Vocal Mix)            | 8:19 |
| 8. | A Trip to Felt Mountain (visual content)             | 7:19 |

## Medverkande
Information från albumets häfte.

- Alison Goldfrapp – sång, vissling, keyboard, producent, design
- Will Gregory – keyboard, stråkarrangemang, brassarrangemang, producent
- Alexander Bălănescu – fiol (2, 5, 8)
- Nick Barr – altfiol (2, 5, 8)
- David Bascombe – ytterligare mixning (8)
- Nick Batt – bassynthesiser (1); ytterligare programmering (1, 3, 4, 6); ytterligare mixning, metallslagverk (3); ytterligare ljudtekniker (alla spår)
- Andy Bush – trumpet (3); flygelhorn-solo (7)
- Steven Claydon – synthesiser (6, 8)
- Nick Cooper – cello (2–5, 8)
- John Cornick – trombon (3)
- Andy Davis – barytonukulele, koto, melodica (2)
- Clive Deamer – penslar (4)
- John Dent – mastering
- Joe Dilworth – fotografi av Will Gregory, övriga fotografier
- Flowers Band – brassband (7)
- Anna Fox – fotografi av Alison Goldfrapp
- Luke Gordon – ytterligare ljudtekniker (alla spår); ytterligare programmering (3, 4)
- Stuart Gordon – altfiol, fiol (1, 9); tremolofioler (6); fiol-solo (9)
- Günter Gräfenhain – fotografi av landskap
- Bill Hawkes – altfiol (3, 4)
- David Lord – ytterligare ljudtekniker
- Steve MacAllister – valthorn (6)
- Mute Male Voices – gnolande (2)
- Jacqueline Norrie – fiol (3, 4)
- Rowan Oliver – slagverk (3, 4)
- Tony Orrell – trummor (7, 8)
- John Parish – trummor (1, 2, 9); elbas, tremologitarr (9)
- Kevin Paul – ytterligare mixning (2, 5); ytterligare ljudtekniker (alla spår)
- C. L. Schmidt – fotografi av landskap
- Mary Scully – dubbelbas (2, 5, 8)
- Sonia Slany – fiol (2–5, 8)
- Adrian Utley – elbas (1, 4); synthesiser, tremoloelbas (2)
- Ben Waghorn – tenorsaxofon (3)
- Chris Weston – ytterligare programmering (8)

## Listframgångar
| Listor (2000–01)         | Högsta position |
| ------------------------ | --------------- |
| Australiska albumlistan  | 44              |
| Brittiska albumlistan    | 57              |
| Franska albumlistan      | 48              |
| Schweiziska albumlistan  | 98              |
| Tyska albumlistan        | 36              |
| Österrikiska albumlistan | 44              |

| Land           | Certifikat |
| -------------- | ---------- |
| Storbritannien | Guld       |

## Lanseringshistorik
| Land           | Datum             | Skivbolag    | Format                      | Utgåva   |
| -------------- | ----------------- | ------------ | --------------------------- | -------- |
| Storbritannien | 11 september 2000 | Mute Records | CD, LP, digital nedladdning | Standard |
| USA            | 19 september 2000 | Mute Records | CD, digital nedladdning     | Standard |
| Storbritannien | 15 oktober 2001   | Mute Records | 2× CD                       | Special  |